# The God Slayer
The God Slayer è il nono album in studio del gruppo musicale statunitense Otep, pubblicato il 15 settembre 2023 dalla Cleopatra Records.

## Tracce
1. My Violent Appetites – 0:48
2. Ostracize – 3:34
3. Good 4 U – 3:43 – cover di Olivia Rodrigo
4. Exit Wounds – 2:27
5. You Should See Me in a Crown – 3:02 – cover di Billie Eilish
6. The Way I Am – 5:02 – cover di Eminem
7. California Girls – 3:06 – cover dei The Beach Boys
8. Pet – 4:20 – cover degli A Perfect Circle
9. Territorial Pissings – 2:16 – cover dei Nirvana
10. Star Shopping – 2:22 – cover di Lil Peep
11. Purity – 4:24 – cover degli Slipknot
12. God Slayer – 3:50

## Formazione
- Otep Shamaya - voce
- Aristotelis Mihalopoulos - chitarra
- Andrew Barnes - basso
- Lamar Little - batteria